# Emil Oberhoffer

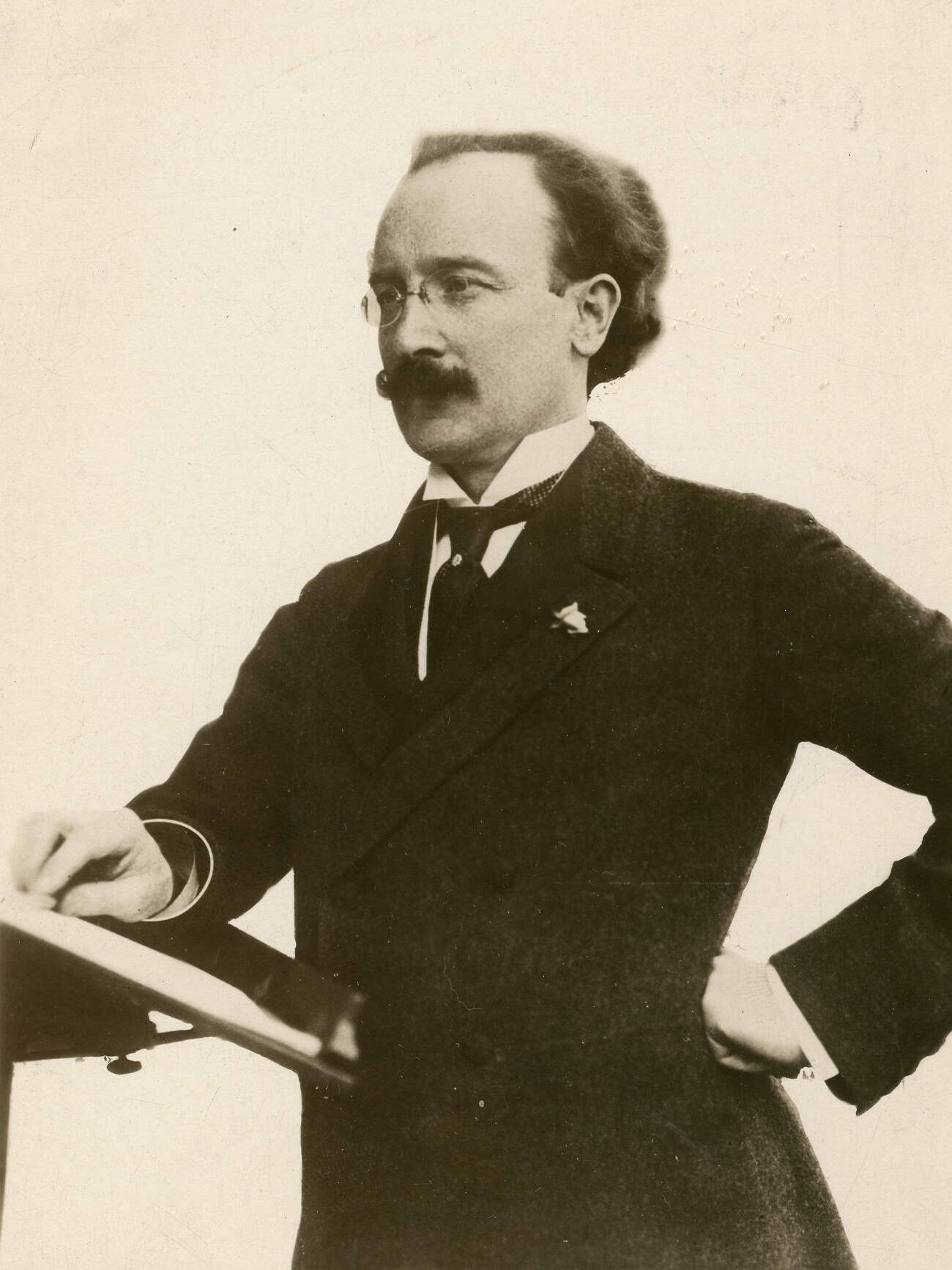
Oberhoffer, 1916

Emil Johann Oberhoffer (* 10. August 1867 bei München; † 22. Mai 1933 in San Diego) war ein US-amerikanischer Dirigent, Komponist und Musikpädagoge deutscher Herkunft.

## Leben und Wirken
Oberhoffer hatte Orgelunterricht bei seinem Vater, studierte Klavier und Komposition bei Carl Kistler in München und bei Isidore Philipp in Paris. Er wanderte 1885 nach New York aus und ging 1897 nach Minnesota. Dort unterrichtete er und leitete den Apollo Club, einen Chor in Minneapolis, die Schubert Choral Association in St. Paul und den Minneapolis Philharmonic Club.
1903 dirigierte er das erste Konzert des neu gegründeten Minneapolis Symphony Orchestra. Ab 1907 unternahm er mit dem Orchester Konzerttourneen u. a. nach Chicago, Boston, New York und nach Kalifornien. Er begründete die Tradition der Pops Concerts und initiierte spezielle Konzertprogramme für die Jugend. Nach Konflikten mit dem Orchestermanagement verließ er 1922 Minneapolis. In den folgenden Jahren arbeitete er als Dirigent u. a. mit der Los Angeles Philharmonic, der San Francisco Symphony, dem Saint Louis Symphony Orchestra und dem Detroit Symphony Orchestra und dirigierte Konzerte in der Hollywood Bowl.